# Giorgio Francia
Giorgio Francia (* 8. listopadu 1947 San Giorgio di Piano, Bologna) je bývalý italský automobilový závodník. Mistr Německa Formule 3. Účastník Formule 1 v letech 1977 a 1981. Největších úspěchů dosáhl v závodech cestovních a sportovních vozů, kde závodil především s vozy Osella a Alfa Romeo.

## Biografie
Giorgio Francia se narodil 8. listopadu 1947 v městečku San Giorgio di Piano nedaleko Bologne. Kariéru zahájil v letech 1964 – 1968 na motokárách. Od roku 1969 do 1972 je pravidelným účastníkem Formule Italia. V roce 1973, ve svých 25 letech, vstupuje do Formule 3 s vozem Brabham BT41 a v britském mistrovství obsazuje 23. místo s 10 body, když v prestižním závodě v ulicích Monaka dokázal dojet na čtvrtém místě.
Následující rok Francia zkouší štěstí v Německém šampionátu F3, kde hájil barvy týmu Scuderia Mirabella Millemiglia s vozem March 743 Toyota. Giorgio Francia zvítězil v 6 závodech z 8 do kterých nastoupil a stal se mistrem Německa. Dokázal porážet i budoucí piloty F1; Hans Binder, Conny Andersson, Gunnar Nilsson, Alberto Colombo a Harald Ertl. V Monaku znovu obsazuje čtvrté místo.
Do roku 1975 vstoupil jako obhájce titulu v německém šampionátu F3, kde se zúčastnil pouze dvou závodu a po čtvrtém místě skončil celkově 17. Jeho pozornost se ovšem soustředila na evropský šampionát vozů Formule 2, kde dostal příležitost od svého krajana řídit jeho vozy Osella. Osella FA2 s motorem BMW byla vcelku konkurenceschopná a Giorgio Francia získal pár dobrých výsledků, třikrát dojel čtvrtý, čtyřikrát pátý a šestý. V celkovém hodnocení to stačilo na 8 místo, výsledek který od nováčka nikdo neočekával. Daleko horší bilance ho čekala na konci následujícího roku, kdy u jeho jména byl jeden jediný bod a celkové umístění na 17. místě bylo určitě zklamáním.
S přibližující se třicítkou se mu začínal pomalu rozplývat sen o formuli 1, moc tomu nepřispěly ani výsledky z posledního působení ve formuli 2, kde se ale potýkal s nedostatky vozu. V polovině sezóny 1977 učinil závažné rozhodnutí, opustil formulové vozy a vydal se jiným směrem, vstoupil do světa sportovních vozů, do mistrovství světa značek. Znovu spojil své síly s vozy Enza Oselli, nejprve spolu s Dietrem Questerem nedokončil závod na 500 km v Dijonu. Do závodu v Monze nastoupil společně s Silviem Artinou a dojeli druzí. Závod na 400 km ve Vellelunze absolvoval sám a tato taktika mu vynesla třetí místo. Od tohoto závodu začíná jeho spolupráce s Alfou Romeo v závodním oddělení Autodelta s vozem Alfa Romeo 33SC12. Francia získal třetí místo v Estorilu a druhé v Imole. Spolu se Spartaco Dinim dojeli třetí v Salzburgingu a Francia se připravoval na závod 24 h ve Spa, kde spolu s Amerigo Bigazzim a Carlo Facettim pilotoval vůz Alfa Romeo Alfetta GTC, který přivezl na 2 místě ve své třídě a na 4. místě v celkovém pořadí.
Giorgio Francia se v roce 1978 vrátil k Oselle a s vozem Osella PA6 se zúčastnil evropského šampionátu sportovních vozů. Společně s jezdcem, který si říkal Gimax zvítězili na Nürburgringu a na trati v Enna, byl druhý v Salzburgringu. Giorgio získal i vítězství v úvodním závodě Intersérie. Osella spolu s BMW vsadili na Franciu i do mistrovství světa značek a jeho partneři byli zvučných jmen: Eddie Cheever, Umberto Grano, Vittorio Brambilla a Markus Hoettinger, ale vůz byl sužován technickými problémy a jen sporadicky dokončoval závody a tak nejlepším umístěním toho roku bylo třetí místo v Dijonu. Dobré vztahy s Alfou Romeo mu umožnily vyzkoušet si i evropský šampionát cestovních vozů s Alfettou GTV. V Monze i v Mugellu dojel v celkovém pořadí na čtvrtém místě, když v Monze byl ve své třídě druhý a v Mugellu dokonce svou třídu vyhrál.
Pro rok 1979 byl angažován do Alfy Romeo především jako testovací pilot a v závodech se objevoval pouze sporadicky především se soukromým vozem Osella PA6 a spolujezdkyní Lellou Lombardiovou. V Mugellu jsou čtvrtí a v posledním závodě sezóny ve Vallelunze vítězí. Ke konci roku byl pozván k účasti v Argentinské sérii formule 3, když chtěli Argentinci pozdvihnout úroveň tohoto sportu v zemi. Nicméně série byla debaklem, tratě neprošli bezpečnostními předpisy, vozy nebyly připraveny. Piercarlo Ghinzani i Francia byli situací znechuceni a nakonec jim zaplatili jen procento ze slibované částky. Francia se vr8atil do Evropy, aby se i nadále věnoval testovaní pro Alfu Romeo a pomohl jí s vývojem programu ve formuli 1. S vozem Osella PA8 stihl ještě zvítězit ve Vallelunze.

## Formule 1
Giorgio Francia se pomalu loučil s myšlenkami na formuli 1, když nečekaně přišla nabídka na testovacího pilota od společnosti Fiat. Už jeho výsledky ve formuli 2 naznačovaly, že je vcelku schopným jezdcem, který se správnou technikou dokáže nemožné. Vztah se společností Fiat a především s Alfou Romeo začali být intenzivní a tak se stalo, že v roce 1977 se našlo místo ve voze Brabham, kam Alfa Romeo dodávala motory. Bernie Ecclestone, v té době ještě majitel týmu, nechal pro Franciu připravit třetí vůz, se kterým se měl kvalifikovat do Grand Prix Itálie. Francia neměl mnoho času na seznámení se s vozem a tak jeho první kola byla o tři sekundy pomalejší než zbytek pole. V první kvalifikaci ale Hans Joachim Stuck poškodil svůj vůz a Francia mu musel přenechat ten jeho a už neměl možnost prokázat své kvality.
V roce 1980 do formule 1 vstoupila i Osella s Eddie Cheeverem. Do sezóny 1981 bylo záměrem Oselli najmout ke zkušenému Beppe Gabbianimu i Giorgio Franciu. Ale v prvním závodě v Long Beach seděl ve druhém voze Miguel Angel Guerra, který se v prvních třech závodech sezóny nedokázal probojovat na startovní rošt. Když se mu to konečně v Imole podařilo, v prvním kole havaroval a zranil se. Znovu padla volba na Franciu, tentokrát zasáhla FISA, která namítala, že Francia nemá dostatek uspokojivých výsledků. A tak se na dva závody posadil do monopostu Osella Ghinzani. Enzo Osella nakonec vyběhal pro svého chráněnce superlicenci a tak se Francia přece jen dočkal. Měl se kvalifikovat do Grand Prix Španělska, ale jeho osud postihla neskutečná příhoda jako ze špatného filmu nebo to bylo déja vu? Gabbiani havaroval v kvalifikaci a Francia se musel vzdát svého vozu. A tak končí jeho působení ve formuli 1.

## Období po F1

### Sportovní vozy
Ve sportovních vozech měl Francia i nadále důvěru od stáje Osella. Ve zbytku sezóny 1981 startoval spolu s Lellou Lombardiovou v pěti závodech Mistrovství světa. Ve všech si dojeli pro vítězství ve své třídě S 2,0 a v Mugellu zvítězili v celkovém pořadí. V konečném hodnocení celého šampionátu dosáhli na 5. místo se 101 bodem. Vzhledem k jejich omezenému počtu startů je to pozoruhodný výkon. Franciovi závodní aktivity často musely ustoupit testování pro Alfu Romeo a Lanciu, kde byl smluvně vázán. Jeho práce se soustředila především na přípravu programu F1, který až do roku 1985 zahrnoval přípravu šasi i motoru. Po roce 1985 Alfa Romeo odešla z formule 1 a tak se testování omezilo pouze na motory, které dodávali různým týmům a na testování cestovních vozů skupiny A pro mistrovství Evropy.
V roce 1982 zvítězil spolu s Pescarolem v Monze s vozem Rondeau M382 Ford, který se započítával do mistrovství světa sportovních vozů. Francia se účastnil i dalších závodu tohoto mistrovství ale to už hájil barvy týmu Scuderia Mirabella s vozem Osella PA9 BMW ve kterém se střídal s Truffem ve dvou závodech a v dalších dvou s Moreschim. V celkovém pořadí končí Francia na 8. místě s 49 body. Koncem roku si zajel i do Jihoafrické republiky, kde se zúčastnil závodu 9h v Kyalami společně s Bob Wollekem sedlali Porsche 936/80 a dojeli hned za oběma továrními vozy Porsche třetí a zvítězily ve skupině B6.
Pro rok 1983 zůstává v týmu Scuderia Mirabella, který ovšem přešel na vůz Lancia LC2, na kterém se střídal s Ghinzanim a Barillou. Dva starty v mistrovství světa proměnil ve tři body a končí na 46. místě. Spolu s Barillou startují také v mistrovství Evropy sportovních vozů, ale všechny tři závody do kterých nastoupí, nedokončují.
Začátek sezóny se Franciovi nepovedl, v Monze musel odstoupit pro poruchu motoru vozu Porsche 956, který sdílel spolu s Renzo Zorzim. Také v sérii IMSA ho provází v úvodu smůla v závodě 3h Daytona s vozem Alba Momo Ford havaroval. Následující rok se spolu s Gianpiero Morettim střídají ve stejném voze, který byl až do roku 1988, kdy ve Watkins Glen řídil Ford Probe GTP, jeho jediným vozem.
Po delší pauze se Francia vrací roku 1990 za volant vozu Alba AR20 Buick v závodech v Montrealu a Mexiko City. V roce 1991 se pravidelně účastnil italského mistrovství prototypů a s vozem Osella PA16 Alfa Romeo si dojel pro titul.

### Cestovní vozy
V roce 1982 se spojil s týmem Luigi Racing, který provozoval vozy Alfa Romeo Alfetta GTV/6, se kterou se zúčastnil závodu 24 h ve Spa společně s Georgesem Cremerem a Marcem Micangelim, kde dojeli druzí v divizi 2. Spolu s Micangelim nedokončili závod v Silverstone a v belgickém Zolderu dojeli celkově pátí a vyhráli svou třídu. Pro následující sezonu si zajistil stále místo v týmu po boku s Marco Micangelim, Georges Cremerem a Mario Kettererem. Francia si vychutnal vítězství v divizi 2 v závodech v Doningtonu, Enna, Mugellu a Brně, což mu vyneslo 13. místo v mistrovství Evropy cestovních vozů, ziskem 100 bodů.
V roce 1984 střídal Biesse Racing Team a Jolly Club Milano. Francia zvítězil v divizi 2 v Brně, Salzburgringu, Spa a Silverstone, dále přidal další tři druhá místa což mu stačilo na celkově 8. místo v šampionátu se 137 body. Sezóna 1985 byla z pohledu italského závodníka nepravidelná, přesto dokázal zvítězit ve 24h Spa a v Nogaru, proto v celkové klasifikaci končí jen 18 se 112 body. Většinu času trávil testováním vozu pro Alfu Romeo.
Výsledkem testů byl vůz Alfa Romeo 75 Turbo. Francia v roce 1986 nenavázal na předchozí výsledky a proto se soustředil na rok 1987, který byl ve znamení prvního a na dlouho jediného mistrovství světa cestovních vozu. Ford a BMW se chystaly získat všechny trofeje, Alfa Romeo nasadila 75 s jezdci zvučných jmen: Jacques Laffite, Alessandro Nannini, Nicola Larini, Paolo Barilla, Jean Louis Schlesser a Giorgio Francia. Nicméně Alfa zaostávala za konkurencí, světlým bodem bylo 3. místo v Silverstone pro Franciu a Lariniho a čtvrté v Imole, kde jel Francia s Giovinardim. Alfa rome dala podnět k založení italského šampionátu cestovních vozů, kde mohla uplatnit své vozy. Italské mistrovství bylo špičkově obsazeno, startovali zde jezdci Giorgio Francia, Gianfranco Brancatelli, Riccardo Patrese, Alessandro Nannini, Mauro Baldi či Enrico Bertaggia. Patrese, Nannini a Baldi se neúčastnili všech závodů protože byli zaneprázdněny prací ve formuli 1. Vítězství v závodech se tak rovnoměrně rozložila mezi jmenované jezdce a jediní kdo zvítězil dvakrát, byl Francia. Titul nakonec získal Brancatelli před Franciou. Francia se staral i o vývoj nového vozu Alfa Romeo 164.
V roce 1989 byla Alfa Romeo v italském šampionátu poražena německou značkou BMW , kterou pilotoval Johnny Cecotto, přesto že Francia pro Alfu získal čtyři vítězství. Roberto Ravaglia získal pro BMW znovu titul v roce 1990, na Franciu zůstalo pouze jediné vítězství ve Varanu. V následujícím roce Francia s Alfou vítězí ve čtyřech závodech a ve všech dalších je na stupních vítězů, přesto putuje titul znovu do rukou Roberta Ravagli. Francia pracuje na voze Alfa Romeo 155GTA, která je téměř nepřekonatelná, vítězí v 17 z 20 závodů v sezóně 1992. Francia končí v šampionátu znovu druhy, když jej porazil jen týmový kolega Larini.
Pro rok 1993 se Alfa pustila do přestavby 155, kterou vybavila motorem V6TI a účastnila se šampionátu DTM. Vývoj vozu byl opět svěřen Franciovi a ten směl vůz řídit pro tým Giorgio Pianta. Francia v 17 závodech dokázal pětkrát vystoupat na stupně vítězů, včetně druhého místa ve Wustorfu a dvou druhých míst v posledním podniku v Hockenheimu. V 45 letech získal 7. místo v sérii (kterou vyhrál Larini), což je pozoruhodný výkon. V roce 1994 končí jen 13 se 70 body.
Alfa opouští DTM a pro Franciu se nabízí příležitost ve španělském šampionátu cestovních vozů, kde dokázal, že nepatří do starého železa, když po dvou vítězstvích končí pátý se 149 body. Francia se i nadále věnuje testování a rozvoji závodních vozů, tentokrát jde o Maserati Ghibli. Koncem roku 2000 Francia připravoval Alfu 147 na závod 24 h Nurburgring, ale smrtelná nehoda šéfa týmu Christiana Peruzziho donutila tým ze závodu stáhnout. Na závod 24 h Sicílie se Francia připravil s Larinim, Fabrizio Giovinardim a Felipe Massou, v závodě dojeli na druhém místě a zvítězili ve své třídě.
Závěr kariéry věnuje testovací práci pro Alfu Romeo, když připravuje vůz Alfa Romeo 156GTA pro mistrovství Evropy a také Ferrari 575GTC pro šampionát sportovních vozů. V dnešní době pracuje jako instruktor závodní školy Alfa Romeo. Jméno Francia však ze závodní dráhy nemizí, v otcových šlápějích kráčí syn Fabio, který vybojoval titul italského šampióna v prototypech.

## Kompletní výsledky F1
| Legenda k tabulce | Legenda k tabulce                                                                       |
| Barva             | Výsledek                                                                                |
| ----------------- | --------------------------------------------------------------------------------------- |
| Zlatá             | Vítěz                                                                                   |
| Stříbrná          | 2. místo                                                                                |
| Bronzová          | 3. místo                                                                                |
| Zelená            | Bodované umístění                                                                       |
| Modrá             | Nebodované umístění                                                                     |
| Modrá             | Dokončil neklasifikován (NC)                                                            |
| Fialová           | Odstoupil (Ret)                                                                         |
| Červená           | Nekvalifikoval se (DNQ)                                                                 |
| Červená           | Nepředkvalifikoval se (DNPQ)                                                            |
| Černá             | Diskvalifikován (DSQ)                                                                   |
| Bílá              | Nestartoval (DNS)                                                                       |
| Bílá              | Závod zrušen (C)                                                                        |
| Světle modrá      | Pouze trénoval (PO)                                                                     |
| Světle modrá      | Páteční testovací jezdec (TD)                                                           |
| Bez barvy         | Netrénoval (DNP)                                                                        |
| Bez barvy         | Vyřazen (EX)                                                                            |
| Bez barvy         | Nepřijel (DNA)                                                                          |
| Bez barvy         | Odvolal účast (WD)                                                                      |
| Bez barvy         | Nezúčastnil se (prázdné)                                                                |
| Označení          | Význam                                                                                  |
| Tučnost           | Pole position                                                                           |
| Kurzíva           | Nejrychlejší kolo                                                                       |
| †                 | Jezdec nedojel do cíle, ale byl klasifikován, protože odjel více než 90 % délky závodu. |
| ‡                 | Byl udělován poloviční počet bodů, protože bylo odjeto méně než 75 % délky závodu.      |
| Horní index       | Umístění bodujících jezdců ve sprintu                                                   |

| Rok  | Tým                  | Šasi          | Motor              | 1    | 2   | 3   | 4   | 5   | 6   | 7       | 8   | 9   | 10  | 11  | 12  | 13  | 14      | 15  | 16  | 17  | Umístění | Body |
| ---- | -------------------- | ------------- | ------------------ | ---- | --- | --- | --- | --- | --- | ------- | --- | --- | --- | --- | --- | --- | ------- | --- | --- | --- | -------- | ---- |
| 1977 | Martini Racing       | Brabham BT45B | Alfa Romeo Flat-12 | ARG] | BRA | JAR | USZ | ŠPA | MON | BEL     | ŠVE | FRA | VB  | NĚM | RAK | NIZ | ITA DNQ | USA | KAN | JAP | -        | 0    |
| 1981 | Osella Squadra Corse | Osella FA1B   | Cosworth V8        | USZ  | BRA | ARG | SMR | BEL | MON | ŠPA DNQ | FRA | VB  | NĚM | RAK | NIZ | ITA | KAN     | LVS |     |     | -        | 0    |

### Výsledky z ostatních kategorií automobilového sportu
| Sezóna  | Série            | Tým                            | Závody | Pole position | Vítězství | Body  | Konečné umístění |
| 1964-68 | Motokáry         |                                |        |               |           |       |                  |
| 1969-72 | Formule Italia   |                                |        |               |           |       |                  |
| 1973    | Formule 3        | Brabham BT41 Ford              |        |               |           | 10    | 23. místo        |
| 1974    | Formule 3        | Scuderia Mirabella Millemiglia | 8      |               | 6         | 10700 | 1. místo         |
| 1975    | Formule 3        | Maco Toyota                    | 2      |               |           | 3     | 17. místo        |
| 1975    | Formule 2        | Osella FA2                     | 12     |               |           | 16    | 8. místo         |
| 1976    | Formule 2        | Osella FA2                     | 10     |               |           | 1     | 17. místo        |
| 1977    | Sportovní vozy   | Osella PA5 Alfa Romeo 33SC12   | 7      |               |           |       |                  |
| 1978    | Sportovní vozy   | BMW 320i                       | 6      |               |           |       |                  |
| 1978    | Intersérie       | Osella PA6                     | 1      |               | 1         | 20    | 16. místo        |
| 1978    | Sportovní vozy   | Osella PA6                     | 4      |               |           | 60    | 2. místo         |
| 1978    | Cestovní vozy    | Alfa Romeo Alfetta GTV         | 2      |               | 1         |       |                  |
| 1979    | Sportovní vozy   | Osella PA7                     | 2      |               | 1         |       |                  |
| 1980    | Sportovní vozy   | Osella PA8                     | 2      |               | 1         |       |                  |
| 1981    | Sportovní vozy   | Osella PA9                     | 5      |               | 1(5)      | 101   | 5. místo         |
| 1982    | Sportovní vozy   | Osella PA9                     | 5      |               | 1         | 49    | 8. místo         |
| 1982    | Cestovní vozy    | Alfa Romeo Alfetta GTV/6       | 3      |               | 1         |       |                  |
| 1983    | Sportovní vozy   | Lancia LC2                     | 2      |               |           | 3     | 46. místo        |
| 1983    | Cestovní vozy    | Alfa Romeo Alfetta GTV/6       | 5      |               | 4         | 100   | 13. místo        |
| 1984    | Sportovní vozy   | Porsche 956                    | 1      |               |           |       |                  |
| 1984    | Cestovní vozy    | Alfa Romeo Alfetta GTV/6       | 5      |               | 4         | 137   | 8. místo         |
| 1984    | IMSA             | Alba Momo                      | 1      |               |           |       |                  |
| 1985    | IMSA             | Alba Momo AR3                  | 1      |               |           |       |                  |
| 1985    | Cestovní vozy    | Alfa Romeo Alfetta GTV/6       |        |               | 2         | 112   | 18. místo        |
| 1986    | Cestovní vozy    | Alfa Romeo 75 Turbo            | 4      |               |           |       |                  |
| 1987    | Cestovní vozy MS | Alfa Romeo 75 Turbo            | 10     |               | 1         |       |                  |
| 1987    | Cestovní vozy ME | Alfa Romeo 75 Turbo            | 1      |               |           |       |                  |
| 1988    | Cestovní vozy MI | Alfa Romeo 75 Turbo            |        |               |           |       | 2. misto         |
| 1988    | Cestovní vozy ME | Alfa Romeo 75 V6               | 1      |               |           |       |                  |
| 1988    | IMSA             | Ford Probe GTP                 | 1      |               |           |       |                  |
| 1989    | Cestovní vozy MI | Alfa Romeo 75 Turbo            |        |               | 4         |       | 2. misto         |
| 1990    | Sportovní vozy   | Alba AR20                      | 2      |               |           |       |                  |
| 1990    | Cestovní vozy MI | Alfa Romeo 75 Turbo            |        |               | 1         |       |                  |
| 1991    | Sportovní vozy   | Osella PA16                    |        |               |           |       | 1. místo         |
| 1991    | Cestovní vozy MI | Alfa Romeo 75 Turbo            |        |               | 4         | 248   | 2. misto         |
| 1992    | Cestovní vozy    | Alfa Romeo 155GTA              |        |               | 3         | 260   | 2. misto         |
| 1993    | DTM              | Alfa Romeo 155 V6TI            |        |               |           | 127   | 7. misto         |
| 1994    | DTM              | Alfa Romeo 155 V6TS            |        |               |           | 70    | 13. misto        |
| 1995    | Cestovní vozy    | Alfa Romeo 155 V6TS            |        |               | 2         | 149   | 5. misto         |